# HMS Exmouth (1901)
Pour les autres navires du même nom, voir HMS Exmouth.
Le HMS Exmouth est un cuirassé pré-Dreadnought de classe Duncan de la Royal Navy.

## Histoire
L’Exmouth est mis en service le 2 juin 1903 pour servir dans la Mediterranean Fleet. Il retourne au Royaume-Uni en mai 1904 et, le 18 mai 1904, est remis en service dans la Home Fleet, servant de navire amiral d'Arthur Wilson. Lorsque la Home Fleet est réorganisée avec la Channel Fleet, il continue à servir de navire amiral de la flotte. Il transfère son drapeau en avril 1907, est réduit à un équipage de noyau et entre dans la réserve commandée pour commencer un carénage au chantier naval de Portsmouth.
Son carénage terminé, il est remis en service le 25 mai 1907 pour servir de navire amiral de l'Atlantic Fleet. En juillet 1908, l’Exmouth visite le Canada pendant le tricentenaire de Québec, en compagnie de ses sister-ships Albemarle, Duncan et Russell. Le 20 novembre 1908, il est transféré à la Mediterranean Fleet pour y servir de navire amiral et subit un carénage à Malte en 1908-1909. Dans le cadre d'une réorganisation de la flotte du 1er mai 1912, la Mediterranean Fleet devient la 4th Battle Squadron et change sa base de Malte à Gibraltar. L’Exmouth devient en juillet 1912 navire amiral de la Home Fleet. En décembre 1912, le Dreadnought remplace l’Exmouth dans la 4th Battle Squadron, l’Exmouth commence un carénage à Malte. À la fin de son carénage, il est remis en service le 1er juillet 1913 à Devonport Dockyard avec un équipage de base pour servir dans la réserve commandée avec la 6th Battle Squadron, Second Fleet. Il est affecté à des fonctions de navire-école d'artillerie à Devonport.
Lorsque la Première Guerre mondiale commence en août 1914, les plans prévoyaient à l'origine que l’Exmouth et les cuirassés Agamemnon, Albemarle, Cornwallis, Duncan, Russell et Vengeance se combinent dans la 6th Battle Squadron et servent dans la Channel Fleet, où l'escadre doit patrouiller le Manche et couvrir le mouvement du Corps expéditionnaire britannique vers la France. Cependant, il existait également des plans pour que la 6th Battle Squadron soit affectée à la Grand Fleet et, lorsque la guerre commence, le commandant en chef de la Grand Fleet, l'amiral John Jellicoe, demande que l’Exmouth et ses quatre sister-ships survivants du la classe Duncan (Albemarle, Cornwallis, Duncan et Russell) soient affectés au 3rd Battle Squadron de la Grand Fleet pour des tâches de patrouille afin de pallier le manque de croiseurs de la Grand Fleet. En conséquence, la 6th Battle Squadron est temporairement abolie et l’Exmouth rejoint le 3rd Battle Squadron à Scapa Flow le 8 août 1914. Les Exmouth, Russell et Albemarle sont les seuls navires en état de rejoindre immédiatement Jellicoe, ils partent  sans le reste de l'escadron le 5 août. Ils arrivent à Scapa Flow dans la nuit du 7 au 8 août. L’Exmouth travaille avec les croiseurs de la Grand Fleet sur la Northern Patrol.
En octobre, l’Exmouth se rend à Devonport pour une remise en état. Lorsque le cuirassé Audacious heurte une mine au nord de l'Irlande le 27 octobre, l’Exmouth, qui est amarré au Lough Swilly, est envoyé pour le remorquer en lieu sûr. Au moment où il arrive, cependant, l’Audacious doit être abandonné puis chavire et explose peu de temps après. L’Exmouth et ses quatre sœurs de la classe Duncan, ainsi que les cuirassés de la classe King Edward VII, sont temporairement transférés à la Channel Fleet le 2 novembre 1914 pour renforcer cette flotte face à l'activité de la marine impériale allemande dans la zone de la Channel Fleet. Le lendemain, la flotte allemande attaque Yarmouth ; à l'époque, l’Exmouth et le reste du 3rd Battle Squadron sont dispersés dans la Northern Patrol et sont donc indisponibles lors de l'attaque allemande.
Le 13 novembre 1914, les navires de la classe King Edward VII retournent dans la Grand Fleet, mais l’Exmouth et les autres Duncan restent dans la Channel Fleet, où ils reconstituent la 6th Battle Squadron le 14 novembre 1914. Cette escadre se voit confier une mission de bombardement de bases de sous-marins allemands sur la côte belge et est basée à Portland, bien qu'elle fût transférée à Douvres immédiatement le 14 novembre 1914. Cependant, en raison d'un manque de défenses anti-sous-marines à Douvres, en particulier après que le filet anti-sous-marin du port est balayé loin dans un coup de vent, l'escadre revient à Portland le 19 novembre 1914. Les Exmouth et Russell quittent Portland le 21 novembre accompagnés de huit destroyers, d'un groupe de chalutiers et une paire de dirigeables pour observer la chute du tir. Ils bombardent Zeebruges, où s'arrêtent les sous-marins allemands au passage de leur base de Bruges, le 23 novembre 1914, bien que les dirigeables ne soient pas arrivés à temps pour l'opération. L'attaque n'a que très peu de résultats et décourage la Royal Navy de poursuivre de tels bombardements.
Entre janvier et mai 1915, la 6th Battle Squadron est dispersée. L’Exmouth quitte l'escadre pendant son transfert aux Dardanelles le 12 mai 1915 pour servir dans la bataille des Dardanelles.  Avec le cuirassé Venerable, les Britanniques espèrent profiter de l'expérience acquise par les équipages des deux navires en bombardant des positions côtières en Belgique. Il est équipé de filets anti-torpilles extra-lourds pour ce service. Après le torpillage et le naufrage des cuirassés HMS Goliath, HMS Triumph et HMS Majestic, le tout en l'espace de deux semaines en mai 1915, il est le seul cuirassé autorisé à rester au large des plages de la péninsule de Gallipoli à l'île d'Imbros. C'est le résultat de ses lourds filets anti-torpilles, qui, pensait-on, le rendaient plus sûr pour rester en station que n'importe quel autre cuirassé.
Le 4 juin, l’Exmouth, le cuirassé Swiftsure et le croiseur protégé Talbot se rendent au cap Helles pour soutenir une attaque alliée sur les hauteurs occupées par les Turcs à Achi Baba. Les rapports de sous-marins ennemis dans la région forcent les navires à tourner en rond pour éviter d'être pris pour cible, ce qui réduit leur précision. Les forces terrestres n'ont pas pu percer les lignes ottomanes, l'attaque est annulée. En juillet, le mouillage de Páros reçoit un barrage anti-sous-marin, ce qui améliore la sécurité de la station de l’Exmouth. Il soutient une autre attaque alliée sur les positions ottomanes à Achi Baba en août, qui échoue aussi.
L’Exmouth quitte les Dardanelles en novembre 1915 et est transféré dans la mer Égée pour devenir navire-amiral de la 3rd Detached Squadron, une force basée à Salonique organisée pour aider la marine française à bloquer la côte égéenne de la Grèce et de la Bulgarie et pour renforcer la patrouille du canal de Suez. Le 28 novembre 1915, il embarque de l'équipage de la Force navale britannique de Belgrade pendant l'évacuation de Serbie. De septembre à décembre 1916, il sert dans les forces alliées soutenant les demandes des Alliés contre la Grèce, qui à l'époque est dirigée par le pro-allemand Constantin Ier, qui avait décidé de rester neutre au début de la guerre. En août 1916, un groupe pro-allié lance  pendant les vêpres grecques un coup d'État contre la monarchie que les Alliés cherchent à soutenir. L’Exmouth participe à la saisie de la flotte grecque à Salamine et débarque des Royal Marines à Athènes le 1er décembre 1916. Les troupes britanniques et françaises sont défaites par l'armée grecque et des civils armés et contraintes de se retirer sur leurs navires, après quoi la flotte britannique et française impose un blocus des parties du pays contrôlées par les royalistes.
L’Exmouth est transféré à l'East Indies Station en mars 1917, où il effectue des missions d'escorte de convois dans l'océan Indien entre Colombo et Bombay. En juin 1917, il met fin à ce service pour retourner au Royaume-Uni, faisant escale à Zanzibar, Le Cap et la Sierra Leone pendant le voyage. Il arrive à Devonport en août 1917 et est mis en réserve pour fournir des équipages aux navires anti-sous-marins. L’Exmouth reste en réserve à Devonport jusqu'en avril 1919 et sert de navire d'hébergement à partir de janvier 1918. L’Exmouth est mis sur la liste de vente en avril 1919 et vendu pour démolition à la Forth Shipbreaking Company le 15 janvier 1920. Sa coque est démolie en les Pays-Bas.